# Acrocercops albida
Acrocercops albida är en fjärilsart som beskrevs av Turner 1947. Acrocercops albida ingår i släktet Acrocercops och familjen styltmalar. Inga underarter finns listade i Catalogue of Life.